# Marcel Van Miegroet
Marcel Van Miegroet (1922 - 2011), was landbouwingenieur en professor bosbouwkunde aan de UGent. 
Van Miegroet was een expert op het gebied van landbouw en bosbouw en had invloed op het bosbouwkundig denken in Vlaanderen. Hij was een voorstander van natuurgerichte bosbouw, gebaseerd op bio-ecologische principes. Al lang voordat duurzaamheid in 1993 een internationale term werd, benadrukte hij de uitzonderlijke waarde van de bestendigheid van het bos.
- Gemeinsame Normdatei: 172542111
- Nederlandse Thesaurus van Auteursnamen: 072670207
- Virtual International Authority File: 306169277
- WorldCat: E39PBJfcMMWB6qPTmGPVtVPfbd